# Johannes Mössinger
Johannes Mössinger (* 9. Oktober 1964 in Lahr) ist ein deutscher Jazzpianist.

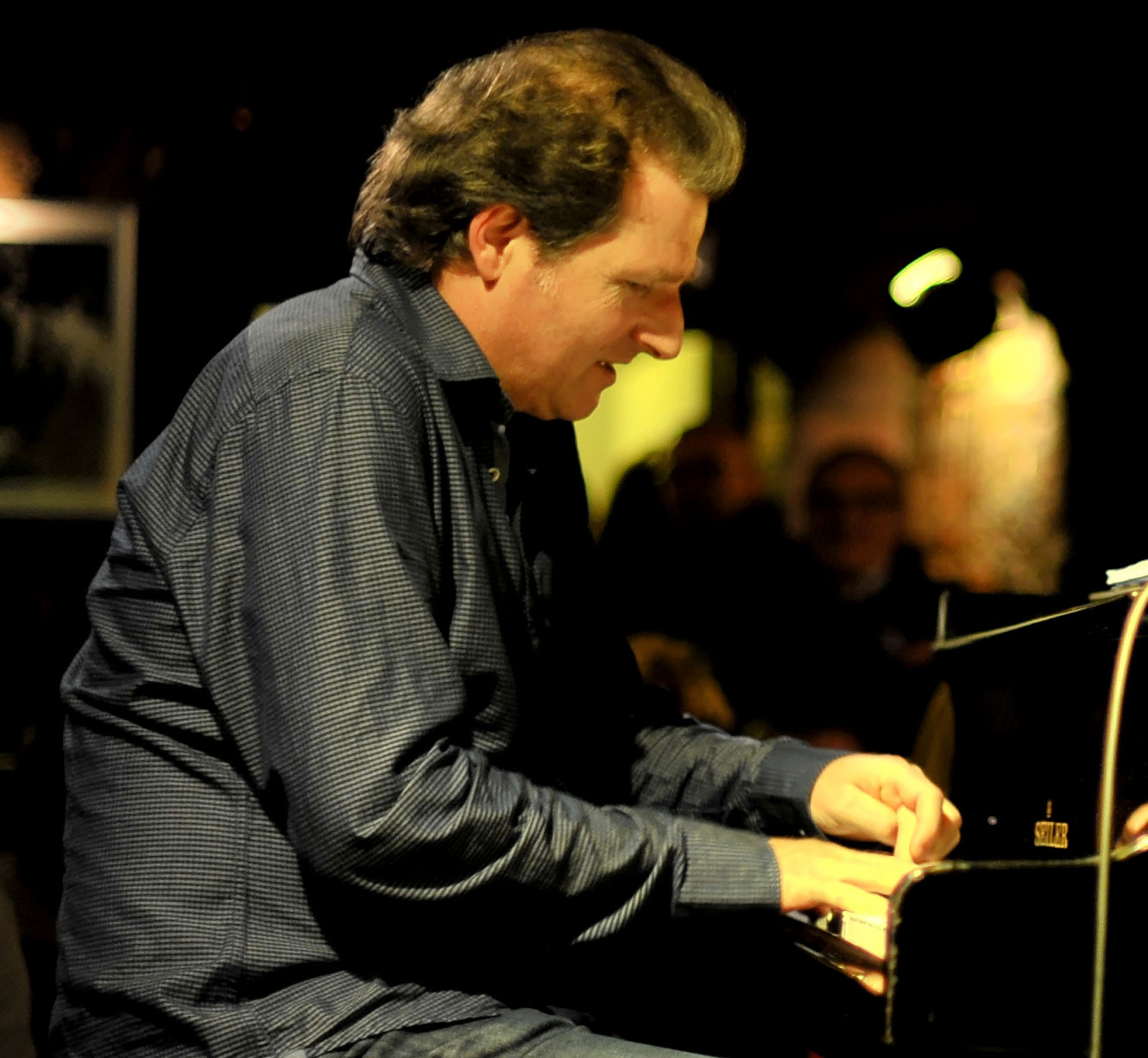
Johannes Mössinger (2013 im Jazzkeller Tübingen)

## Leben und Wirken
Mössinger begann während der Schulzeit in Karlsruhe seinen musikalischen Weg mit der Trompete, um dann zum Klavier als Hauptinstrument zu wechseln. Später wendete er sich dem Jazz zu und studierte ab 1990 an der Hochschule für Musik Bern. Seine Musik ist beeinflusst von Jazzmusikern wie Wolfgang Dauner oder Joachim Kühn, aber auch von klassischen Komponisten und Künstlern wie Schostakowitsch, Glenn Gould oder Eric Satie.
Mössinger spielte in verschiedenen Projekten, bevor er 1998 zunächst solistisch und national, später ab 2001 mit seinem New Yorker Trio, zu dem Karl Latham und Kermit Driscoll gehörten, auch international bekannt wurde. Aufmerksamkeit erregten u. a. eine Syrien-Tour im Jahr 2000, seine Klassik-beeinflusste Komposition Op.10 Jubiläum mit dem Südwestdeutschen Kammerensemble und erfolgreiche Auftritte in den USA. Es folgen Projekte und CD-Einspielungen seines Trios mit Joe Lovano und Bob Malach, bevor die Band sich 2005 bis 2007 mit dem Saxophonisten Don Braden zum Quartett erweiterte. 2009 entstand ein neues NY-Quartett mit Joel Frahm, Calvin Jones und Karl Latham, das sich auf ein Programm mit ausschließlich eigenen Kompositionen des Bandleaders konzentriert. Seit 2013 spielt er in einem stilübergreifenden Duo mit dem klassischen Schlagwerker Jochen Schorer Musik für Marimbaphon und Piano. Im Quartett mit Posaunist Andy Hunter, Bassist Martin Gjakonovski und Schlagzeuger Adam Nussbaum entstand 2022 das Album Painting in Blue (Unit Records).
2007 gründete Mössinger mit dem Jazzkongress e.V. in Freiburg einen neuen Jazzclub und veranstaltete dort seitdem regelmäßig Jazzkonzerte.

## Diskografie
- 1998: Spring in Versailles
- 1999: Nimue (Johannes Mössinger Trio)
- 2000: Joana’s Dance (mit Wolfgang Lackerschmid)
- 2001: Space of Time
- 2002: Monk’s Corner (Johannes Mössinger New York Trio feat. Joe Lovano)
- 2002: Live 2002 (Johannes Mössinger New York Trio)
- 2003: Serenade (mit John Lee, Kermit Driscoll, Karl Latham)
- 2003: Streichquartett Op. 10
- 2005: Juli P.
- 2005: Nu Love (Johannes Mössinger New York Trio feat. Bob Malach)
- 2006: Natural Flow (mit Esa Pietilä)
- 2007: The Yellow Way (mit Don Braden)
- 2008: Cologne
- 2009: The New Jersey Session (mit Seamus Blake, Boris Kozlov, Karl Latham)
- 2010: Rules No Rules
- 2010: Live (mit Joel Frahm, Calvin Jones, Karl Latham)
- 2012: Poetry (Piano Solo)
- 2013: December Suite
- 2014: Playing (mit Jochen Schorer)
- 2015: Chemistry (Piano solo)
- 2016: Notturno (mit Thomas Lähns)
- 2016: Live at Studio Bauer (mit Ryan Carniaux, Calvin Jones, Karl Latham)
- 2017: New By Two (mit Joel Frahm)
- 2018: Bach Inventionen
- 2019: Piano Solo Live Juli 2018
- 2021: Call It Even (mit Joel Frahm)
- 2022: Painting in Blue (mit Andy Hunter, Martin Gjakonovski, Adam Nussbaum)